# Ernst Becker (Hofbeamter)
Ernst Ferdinand Vollrad Becker (* 9. Juli 1826 in Darmstadt; † 2. September 1888 in Bensheim-Auerbach) war ein deutscher Hofbeamter, Geheimrat und Musikliebhaber sowie der Bruder der Maler Ludwig Becker (1808–1861) und August Becker (1821–1887).

## Leben
Becker studierte ab 1843 an der Universität Gießen Kameralwissenschaft sowie ab 1847 Physik und Chemie. Schon während seines Studiums entstand eine enge Beziehung zu Prinz Albert von Sachsen-Coburg und Gotha, der seit 1840 mit der Queen Victoria von England verheiratet war. 
1850 bis 1861 war Becker in London Privatbibliothekar und Sekretär von Prinz Albert sowie Erzieher am Hof Queen Victorias. 1862 heiratete Prinzessin Alice von Großbritannien und Irland (1843–1878), eine Tochter von Königin Victoria und Prinz Albert, Erbgroßherzog Ludwig (IV.) von Hessen (1837–1892). Ernst Becker wurde ihr Sekretär und kehrte mit ihr nach Darmstadt zurück. Mit der Regierungsübernahme von Ludwig IV. 1877 fungierte er bis 1888 als dessen Kabinettsdirektor und war damit die Schaltstelle zwischen Großherzog und Regierung.
1864 war er Mitbegründer und Vorstandsmitglied des „Bauvereins für Arbeiterwohnungen“. Daneben amtierte er viele Jahre als Präsident des Darmstädter Musikvereins. Zu seinem Freundeskreis gehörten zahlreiche Künstler, insbesondere Musiker, darunter die Pianistin Clara Schumann und der Geiger Joseph Joachim. Beckers Bruder, der Düsseldorfer Landschaftsmaler August Becker, genoss am englischen Hof große Wertschätzung.

## Familie
Becker heiratete am 7. September 1864 die Pianistin und Sängerin Theodore Luise Mathilde geb. Emmerling (* 5. April 1835 in Darmstadt; † 4. November 1916 ebenda). Die gemeinsame Tochter Antonie „Toni“ Becker (1868–1965) wurde am 9. Juni 1895 die zweite Frau des in Darmstadt aufgewachsenen Malers Eugen Bracht (1842–1921).